# Lübecker Orgelsommer
Der Lübecker Orgelsommer ist eine von den Lübecker Altstadtkirchen ausgetragene Konzertreihe in Lübeck. 2010 erfolgte der Zusammenschluss der Sommerreihen von St. Jakobi, St. Marien und dem Lübecker Dom, später wurde auch St. Aegidien mit in das Konzept eingebunden.
Es treten sowohl internationale sowie regionale Künstler auf und führen ein Programm mit einer Länge von etwa einer halben oder einer ganzen Stunde auf.
2019 findet der Lübecker Orgelsommer zum neunten Mal statt. Dabei finden 34 Konzerte, verteilt über die Monate Juli und August, statt.